# Copiapoa esmeraldana
Copiapoa esmeraldana es una especie de planta suculenta perteneciente al género Copiapoa, dentro de la familia Cactaceae. Es endémica del norte de Chile (concretamente desde el sudoeste de Antofagasta hasta el noroeste del desierto de Atacama).

## Descripción

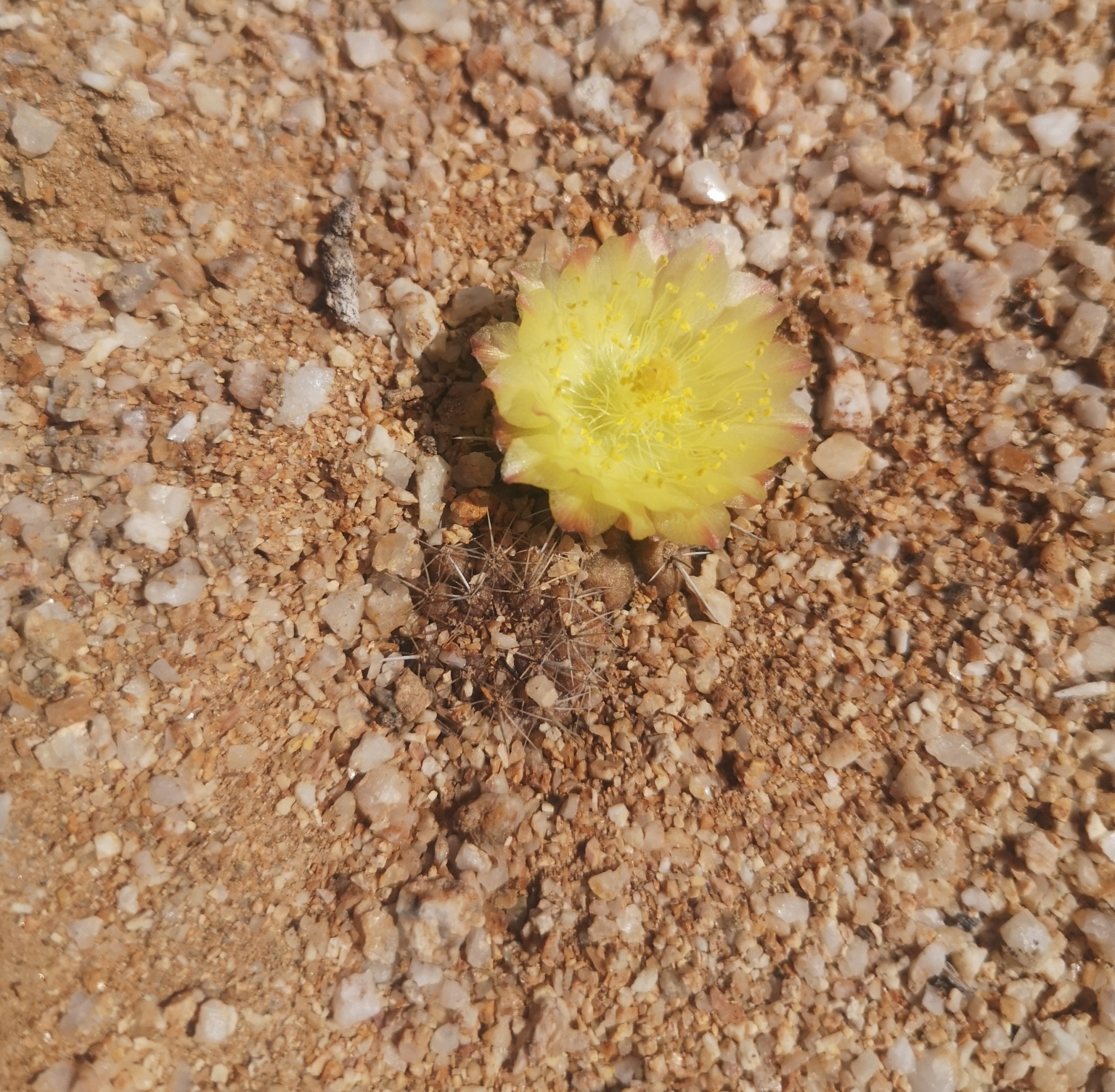
Detalle de la flor

Copiapoa esmeraldana es una especie de cactus que crece tanto de forma individual como formando eventualmente grandes grupos. Los tallos son de color verde a rojo pardusco quemado, su forma es globosa y a menudo se ramifican desde las areolas inferiores. Miden de 3 a 7 cm de diámetro y tienen el ápice deprimido con lana densa de color blanco, particularmente en el momento de la floración. Sus raíces son grandes, tuberosas y con una constricción en forma de cuello delgado.
Presentan de 13 a 16 costillas divididas en tubérculos bien pronunciados, redondeados y dentados, de hasta 1 cm de altura. Sobre ellas se asientan areolas redondas de 3 a 4 mm de diámetro, separadas unas de otras de 0,8 a 1,5 cm y aunque están cubiertas de lana blanquecina corta cuando son jóvenes, con la edad se vuelven desnudas. Tienen espinas rectas, aciculares y de color marrón a gris ceniza. Se distinguen de 1 a 4 espinas centrales de hasta 2 cm de largo, y de 6 a 8 espinas radiales de 0,5 a 1 cm de longitud. Señalar que las plantas jóvenes solo tienen espinas radiales delgadas, mientras que las centrales aparecen a medida que las plantas maduran. 
Las flores nacen sobre la lana del ápice, miden de 3 a 3,5 cm de largo y hasta 4 cm de diámetro. Son de color amarillo pálido y tienen forma notoriamente campaniforme. Son perfumadas, el pericarpelo es corto y las brácteas son escamosas y de color marrón rojizo. Los frutos son esféricos y de color rojo verdoso pálido.

## Distribución y hábitat
El área de distribución nativa de esta especie es el norte de Chile (concretamente desde el sudoeste de Antofagasta hasta el noroeste del desierto de Atacama) y crece principalmente en biomas desérticos o de matorrales secos.

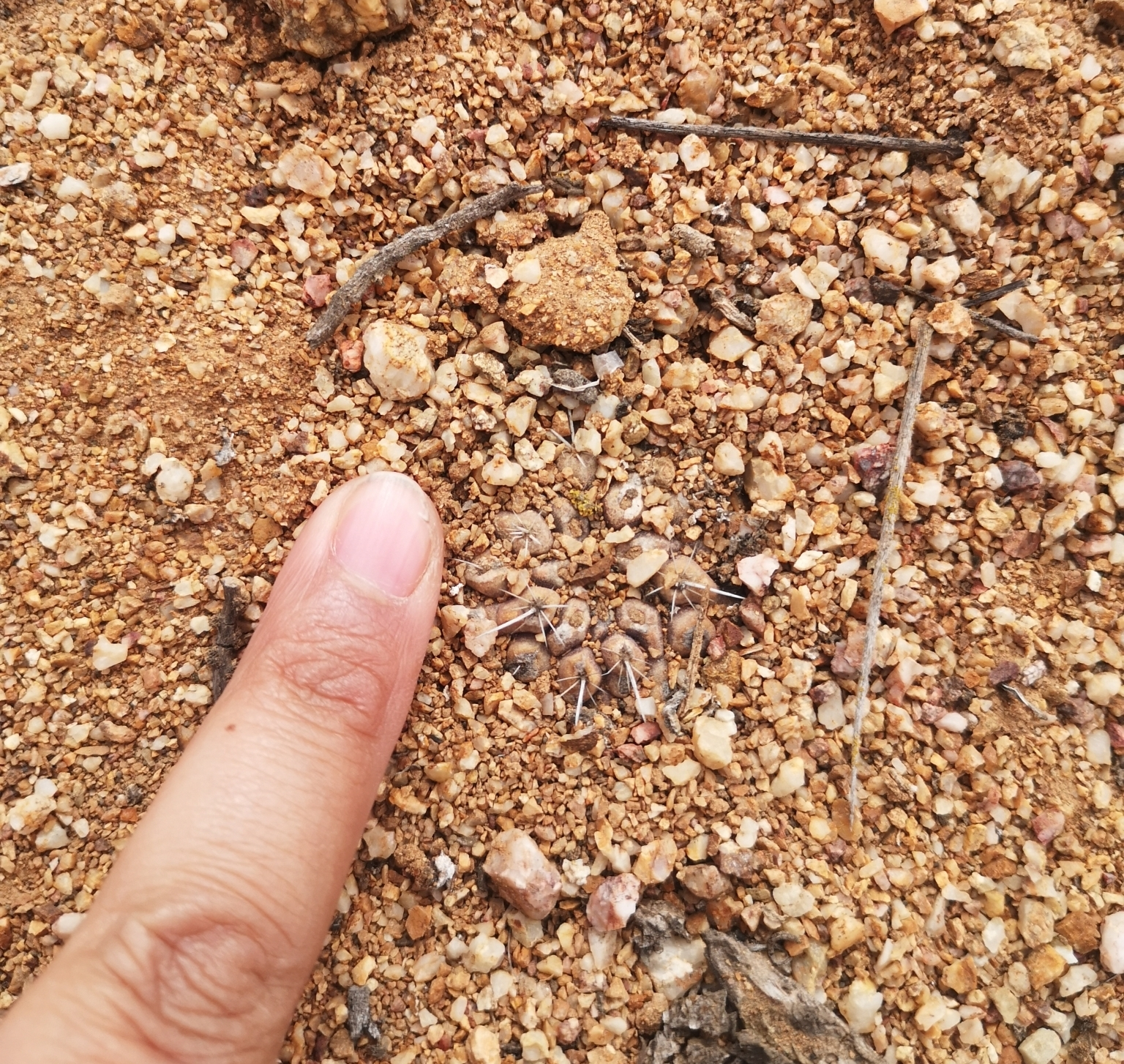
En su hábitat

Se desarrolla sobre lomas costeras y altos acantilados con neblina casi permanente, a elevaciones de 200 a 800 metros sobre el nivel del mar. 

## Taxonomía
Copiapoa esmeraldana fue descrita por el botánico alemán Friedrich Ritter y publicada por primera vez en la revista científica Kakteen in Südamerika 3: 1064 en el año 1980.

Etimología
- Copiapoa: nombre genérico que hace referencia a la ciudad de Copiapó, ubicada en el desierto de Atacama, lugar donde se encuentran la mayoría de las especies de este género.
- esmeraldana: epíteto geográfico que hace referencia a la localidad chilena de Esmeralda, lugar donde se encuentra la especie.[4]

## Estado de conservación
En la Lista Roja de Especies Amenazadas de la UICN, la especie está clasificada como “En Peligro Crítico (CR)”.
La especie sufre una disminución continua en el número de individuos debido al deterioro del hábitat por efecto de la disminución en las precipitaciones por el cambio climático. Además tiene un efecto muy negativo la recolección ilegal para las colecciones internacionales, la erosión del terreno y la herbivoría por parte de los guanacos.

## Usos
Se cultiva principalmente como planta ornamental y su propagación se realiza a través de esquejes o semillas.